# MacPherson Lake
MacPherson Lake är en sjö i Kanada.   Den ligger i provinsen Nova Scotia, i den östra delen av landet, 1 100 km öster om huvudstaden Ottawa. MacPherson Lake ligger 32 meter över havet. Arean är 0,96 kvadratkilometer. Den sträcker sig 1,1 kilometer i nord-sydlig riktning, och 1,6 kilometer i öst-västlig riktning.